# Osservatorio di Greenwich
L'osservatorio reale di Greenwich, conosciuto come osservatorio di Greenwich, è un osservatorio astronomico che si trova nel sobborgo londinese di Greenwich.
È celebre poiché per la sua cupola passa il meridiano di Greenwich, che segna la longitudine 0 e che proprio dall’osservatorio reale di Greenwich prende il nome.

## Storia
L'Osservatorio Reale venne fondato nel giugno del 1675 da Carlo II, re d'Inghilterra. Quasi contemporaneamente (il 4 marzo 1675) il sovrano nominò John Flamsteed a capo dell'osservatorio conferendogli il titolo di Astronomo reale «per applicarsi con massima cura e diligenza al rettificare le tavole dei moti dei cieli, e le posizioni delle stelle fisse, affinché scoprisse la tanto desiderata longitudine dei luoghi per il perfezionamento dell'arte della navigazione».
L'obiettivo originario dell'osservatorio era quello di risolvere il problema della determinazione della longitudine delle imbarcazioni che si trovavano al largo, considerata fondamentale per una stazione marittima del Seicento. John Harrison nel 1753 fabbricò il cronometro H4, un orologio a cipolla di 12 cm di diametro basato su una ruota a bilanciere compensata termicamente, e vinse il premio istituito dall'ammiragliato Britannico per la risoluzione del problema della longitudine.

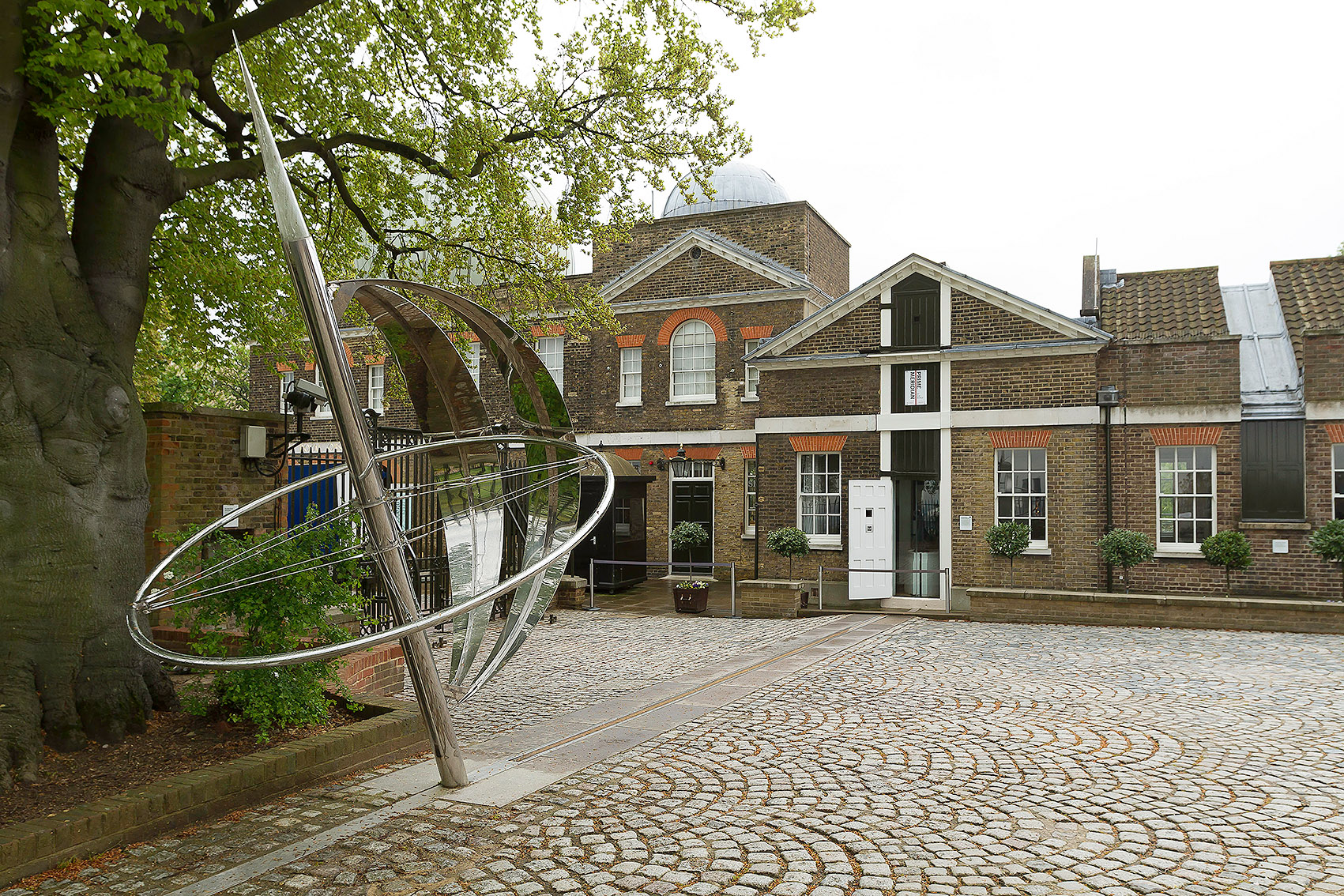
Il Prime Meridian, la longitudine zero sull’osservatorio

Fu in riconoscimento di questa funzione storica che nel 1884 la Conferenza internazionale dei meridiani nominò il meridiano che passa per la cupola dell'osservatorio di Greenwich come meridiano fondamentale per la determinazione della longitudine di ogni punto sulla superficie terrestre. È, inoltre, al tempo del meridiano di Greenwich che si fa riferimento quando si vogliono riportare a una determinazione di tempo unica, fenomeni osservati in luoghi diversi.
Nel XX secolo, l'osservatorio è diventato un centro importante anche per l'astrofisica ed ha gestito il telescopio Herschel fino al 1998.